# David Rutgers van Rozenburg
Jhr. David Rutgers van Rozenburg (Amsterdam, 1 augustus 1854 – Arnhem, 27 april 1929) was secretaris van de Hoge Raad van Adel.

## Biografie
Rutgers was lid van de familie Rutgers van Rozenburg en een zoon van jhr. mr. David Rutgers van Rozenburg (1815-1865), onder andere gemeenteraadslid van Amsterdam, lid van Provinciale en van Gedeputeerde Staten van Noord-Holland, en Susanna Reinoudina Binkes (1832-1893). Hij trouwde in 1914 met Anna Eggink (1867-1958) met wie hij een dochter kreeg.
Rutgers werd in 1892 benoemd tot secretaris van de Hoge Raad van Adel als opvolger van de in dat jaar overleden jhr. mr. P.A. van den Velden (1831-1892). Hij bleef die functie behouden tot 1909 waarna jhr. mr. W.A. Beelaerts van Blokland (1883-1935) hem opvolgde. Bij de inhuldiging van koningin Wilhelmina in 1898 was Rutgers koning van wapenen. In 1901 maakte hij deel uit van een hofcommissie die onderzoek deed, juist voor het huwelijk van koningin Wilhelmina, naar de familieverdragen van het huis Nassau, met het oog op de naam van de eventuele kinderen uit haar huwelijk. Rutgers was betrokken bij de wetgeving inzake de vrouwelijke erfopvolging die met Wilhelmina geregeld werd, en die inzake de naam Oranje-Nassau zoals die toen werd vastgelegd voor leden van het koninklijk huis.
Rutgers was Ridder in de Orde van de Nederlandse Leeuw en Officier in de Orde van Oranje-Nassau.